# SVT-40
SVT-40 (Samozarjadnaya Vintovka Tokarjeva, Obrazec 1940, v prevodu samopolnilna puška Tokarjev, model 1940) je bila ruska polavtomatska puška iz druge svetovne vojne in hladne vojne. Puško je v tridesetih in štiridesetih letih dvajsetega stoletja razvil Fjodor Tokarjev z namenom, da bi zamenjala nedodelano polavtomatsko puško SVT-38 istega konstruktorja. 
Puška deluje na principu odvoda smodniških plinov. Za svoje delovanje uporablja strelivo 7,62×54 R. Polni se z okvirji po deset nabojev. Orožje je dolgo 1226 mm in je tehta okoli štiri kilograme. V oborožitev rdeče armade je prišla leta 1940 tik preden so Nemci napadli Sovjetsko zvezo. Med boji se ni izkazala najbolje saj je nevešči ruski vojaki niso znali pravilno vzdrževati in  uporabljati, problemi pa so se kazali tudi v zahtevni izdelavi. Tekom vojne je bila puška večkrat predelana in izboljšana, leta 1943 so izdelali celo avtomatsko verzijo puške in jo poimenovali AVT-40. Po vojni so večino pušk umaknili iz uporabe ali pa jih izvozili v tujino, najprej jo je zamenjala SKS-45 (papovka), kasneje pa enostavnejša in lažja za izdelavo AK-47. Danes je puška izredno iskana pri zbirateljih in ljubiteljih vojne zgodovine. Dobila pa je tudi nekaj posnemovalcev kot je belgijski FN FAL in FN-49.